# 코너 프라이스
코너 프라이스(Connor Price, 1994년 11월 11일 ~ )는 캐나다의 배우이다.
토론토에서 태어났다.

## 출연 작품

### 영화
- The Republic of Love (2003)
- 신데렐라 맨 (2005) - 제이 브래드독 역
- 굿 럭 척 (2007)
- 더 스톤 엔젤 (2007, The Stone Angel) - 어린 맷 역
- 백 (2009, Back) - 마이클 마일스 역
- 올모스트 킹즈 (2010, Almost Kings) - 조엘 역
- 프레너미스 (2012, Frenemies)
- 캐리 (2013)

### 텔레비전
- 데드 존 (2007, The Dead Zone)
- 빙 휴먼 (2013-14)
- X Company (2015-17)